# The Teenagers
The Teenagers er en Indie-popgruppe fra Frankrig.

## Diskografi

### Album
- Reality Check (2008)

### EP'er
- The World Is Not Fair EP (2007)

### Singler
- "Homecoming" (2007)
- "Starlett Johansson" (2007)
- "Fuck Nicole" (USA/Canada only release) (2008)
- "Love No" (2008)
- "Make It Happen" (2008)
- "Made Of" (2010)
- "Secret Crush" (2012)

### Remixes
- GoodBooks - "The Illness" (2007)
- Lo-Fi-Fnk - "City" (2007)
- Au Revoir Simone - "Fallen Snow" (2007)
- The Black Ghosts - "Face" (2007)
- Air - "Mer Du Japon" (2007)
- New Young Pony Club - "The Bomb" (2007)
- Shiny Toy Guns - "Don't Cry Out" (2007)
- Chromeo - "Bonafied Lovin" (2007)
- Scanners - "Lowlife"
- Goldfrapp - "Happiness" (2008)
- Simian Mobile Disco - "It's the Beat" (2008)
- Vampire Weekend - "Cape Cod Kwassa Kwassa" (2008)
- Britney Spears - "Womanizer" (2008)
- Fall Out Boy - "America's Suitehearts" (2008)
- Black Gold - "Plans And Reveries" (2008)
- Phoenix - "1901" (2009)
- Au Revoir Simone - "Shadows" (Unknown)
- Kate Nash - "Kiss That Grrrl" (2010)
- Alizée - "Les Collines (Never leave you)" (2011)
- Solomun - "Forever" (2012)

| Musikgruppe | Spire Denne artikel om en musikgruppe er en spire som bør udbygges. Du er velkommen til at hjælpe Wikipedia ved at udvide den. |